# Hot TV
Hot TV – polska rozrywkowo-muzyczna stacja telewizyjna, należąca do spółki Telestar, działająca w latach 2012–2014.

## Historia
Nadawca kanału początkowo wystąpił do KRRiT na nadawanie drogą satelitarną programu ezoteryczno-rozrywkowego pod nazwą Ezo TV (znanego wcześniej jako pasmo z kanału ITV). Po otrzymaniu koncesji nadawca wystąpił do KRRiT o zmiany w koncesji na uruchomienie kanału rozrywkowo-muzycznego pod nazwą Hot TV.
Stacja rozpoczęła testową emisję na satelicie 16 kwietnia 2012. W dniu inauguracji w miejscu kanału pojawiła się plansza sygnalizująca start Ezo TV, którą szybko zmieniono na Hot TV. 3 lipca 2012 Hot TV rozpoczął regularną emisję, usunięto napis „emisja testowa”, jednak ramówka kanału nie została powiększona o nowe programy. Na kanale nadawane były klipy muzyczne, programy aerobic dance floor, reportaże oraz interaktywny czat, a nocą oferty erotyczne. Docelowo na kanale oprócz teledysków, miały znaleźć się programy poświęcone relacjom z klubów i nagrań teledysków, informacje o najnowszych trendach w modzie, programy o motoryzacji, informacje ze świata show-biznesu, reality show i konkursy na żywo.
Formuła całodobowego kanału jednak nie sprawdziła się. Nadawca powrócił do wcześniejszego projektu i 9 stycznia 2013 Hot TV został zastąpiony kanałem ezoterycznym Ezo TV.
Jednak z brandu Hot TV nie zrezygnowano. Od tego dnia Hot TV nadawał jako nocne pasmo muzyczne z interaktywnym czatem w godzinach 00:00–05:00, po zakończeniu dziennej emisji Ezo TV. Z kolei 27 stycznia 2013 na kanale ITV pojawiła się druga wersja nocnego pasma Hot TV z blokiem programów erotycznych. Od tej pory pasmo nadawane było w godzinach 00:00–05:00 na dwóch kanałach w dwóch wersjach pod tą samą nazwą (jako pasmo muzyczne na Ezo TV oraz jako pasmo erotyczne na ITV). Również tego dnia interaktywny czat znany z pasma muzycznego został przeniesiony na kanał erotyczny. Blok muzyczny emitował tylko teledyski z logo Hot TV. Później pasmo zostało ujednolicone na obu kanałach.
18 maja 2013 roku powstały z przekształcenia kanału Hot TV całodobowy Ezo TV zakończył emisję.